# Селлами, Жамаль
Жамаль Селлами (араб. جمال سلامي‎; род. 6 октября 1970, Касабланка, Касабланка) — марокканский футболист, защитник, футбольный тренер.

## Карьера

### Футболиста
Долгое время выступал за ведущие коллективы Касабланки — «Олимпик» и «Раджу». Вместе с ними Селлами четыре раза становился чемпионом страны. В 1998 году вместе со сборной Марокко участвовал в Чемпионате мира по футболу во Франции. На мундиале защитник сыграл в одном матче, выйдя на замену на 87-й минуте в поединке против Шотландии, в котором его сборная одержала победу со счётом 3:0.
После мундиаля марокканец подписал контракт с турецким «Бешикташем», за который он отыграл три сезона. Завершал свою карьеру Селлами на родине. Всего за сборную Марокко защитник провёл 30 матчей и забил два гола.

### Тренера
В качестве специалиста Жамаль Селлами дебютировал в «Радже». Затем он работал с рядом других местных клубов. Некоторое время специалист входил в штаб Марокко, возглавлял вторую, юношескую и молодёжную сборную страны.

## Достижения
- Чемпион Марокко (5): 1993/94, 1995/96, 1996/97, 1997/98, 2019/20
- Обладатель Кубка Марокко (2): 1995/96, 2001/02
- Лучший тренер чемпионата Марокко (2): 2019/20, 2022/23
- Чемпион африканских наций (1): 2018